# Баррингтония
Баррингтония (лат. Barringtonia) — род деревянистых растений семейства Лецитисовые (Lecythidaceae).

## Ботаническое описание
Деревья или кустарники. Прилистники мелкие, опадающие. Листовая пластинка цельнокрайная или зубчато-городчатая по краю.
Соцветия прямостоячие или повислые, кистевидные или колосовидные; прицветники и прицветнички сидячие, мелкие, опадающие. Цветоложе обратноконическое, 4-гранное или 4-лепестное. Чашечка из 4 или 5 черепитчатых лопастей. Лепестков (3) 4 (6), в основании приросшие к тычиночной трубке. Тычинки многочисленные, в 3—8 кругах, коротко сросшиеся в трубку. Завязь 2—4-гнёздная; в гнезде по 2-8 семязачатка; столбик больше тычинок. Плоды угловатые или крылатые, с мясисто-волокнистым экзокарпием и древесно-волокнистым эндокарпием. Семя 1, крупное; зародыш веретеновидный; семядоли отсутствуют; гипокотиль прямой, толстый.

## Таксономия
Barringtonia J.R.Forst. & G.Forst., Char. Gen. Pl., ed. 2 [75] (1776), nom. cons.
Род назван в честь британского натуралиста Дэйнса Баррингтона.

### Синонимы
- Abdulmajidia Whitmore (1974)
- Agasta Miers (1875)
- Baranda Llanos (1859)
- Botryoropis C.Presl (1851)
- Butonica Lam. (1785)
- Commercona Sonn. (1776)
- Doxomma Miers (1875)
- Huttum Adans. (1763), nom. rej.
- Megadendron Miers (1875)
- Menichea Sonn. ex J.F.Gmel. (1791)
- Menichea Sonn. (1776), nom. inval.
- Meteorus Lour. (1790)
- Michelia Kuntze (1891), nom. illeg.
- Mitraria J.F.Gmel. (1791)
- Stravadia Pers. (1806)
- Stravadium Juss. (1789)

### Виды
Род включает 72 вида:
- Barringtonia acutangula (L.) Gaertn.
- Barringtonia apiculata Lauterb. — Баррингтония остроконечная
- Barringtonia ashtonii Payens
- Barringtonia asiatica (L.) Kurz — Баррингтония азиатская
- Barringtonia augusta Kurz
- Barringtonia belagaensis Chantar.
- Barringtonia calyptrata (R.Br. ex Miers) R.Br. ex F.M.Bailey
- Barringtonia calyptrocalyx K.Schum.
- Barringtonia chaniana (Whitmore) Prance
- Barringtonia chantaranoi Prance
- Barringtonia conoidea Griff.
- Barringtonia corneri Kiew & K.M.Wong
- Barringtonia curranii Merr.
- Barringtonia edulis Seem.
- Barringtonia filirachis Payens
- Barringtonia fusicarpa Hu
- Barringtonia fusiformis King
- Barringtonia gigantostachya Koord. & Valeton
- Barringtonia glomerata Prance
- Barringtonia hallieri R.Knuth
- Barringtonia havilandii Ridl.
- Barringtonia integrifolia (Montrouz.) Schltr.
- Barringtonia jebbiana Takeuchi
- Barringtonia josephstaalensis W.N.Takeuchi
- Barringtonia khaoluangensis Chantar.
- Barringtonia lanceolata (Ridl.) Payens
- Barringtonia latiffiana (El-Sherif) Prance
- Barringtonia lauterbachii R.Knuth
- Barringtonia laxiflora Thammar., Pornp. & Chantar.
- Barringtonia longifolia Schltr.
- Barringtonia longipes Gagnep.
- Barringtonia longisepala Payens
- Barringtonia lumina Jebb & Prance
- Barringtonia macrocarpa Hassk.
- Barringtonia macrostachya (Jack) Kurz
- Barringtonia magnifolia Prance
- Barringtonia maxwelliana (Whitmore) Prance
- Barringtonia monticola Jebb & Prance
- Barringtonia neocaledonica Vieill.
- Barringtonia niedenzuana (K.Schum.) R.Knuth
- Barringtonia norshamiae Prance
- Barringtonia novae-hiberniae Lauterb.
- Barringtonia palawanensis Chantar.
- Barringtonia papeh Lauterb.
- Barringtonia papuana Lauterb.
- Barringtonia parkinsonii Thammar., Pornp. & Chantar.
- Barringtonia pauciflora King
- Barringtonia payensiana Whitmore
- Barringtonia pendula (Griff.) Kurz
- Barringtonia pinnifolia Jebb & Prance
- Barringtonia procera (Miers) R.Knuth
- Barringtonia pseudoglomerata Chantar.
- Barringtonia pterita Merr.
- Barringtonia racemosa (L.) Spreng. — Баррингтония кистевидная
- Barringtonia reticulata (Blume) Miq.
- Barringtonia revoluta Merr.
- Barringtonia ridsdalei Chantar.
- Barringtonia rimata Chantar.
- Barringtonia samoensis A.Gray
- Barringtonia sanimiranii Rohana & Latiff
- Barringtonia sarawakensis Chantar.
- Barringtonia sarcostachys (Blume) Miq.
- Barringtonia schmidtii Warb. ex Craib
- Barringtonia scortechinii King
- Barringtonia seaturae H.B.Guppy
- Barringtonia serenae Jebb & Prance
- Barringtonia tagala Jebb & Prance
- Barringtonia terengganuensis Chantar.
- Barringtonia thailandica Thammar., Pornp. & Chantar.
- Barringtonia tomentosa Thammar., Pornp. & Chantar.
- Barringtonia waasii Chantar.
- Barringtonia zainudiniana (El-Sherif & Latiff) Prance